# Trinomen
In de zoölogische nomenclatuur is een trinomen of trinominale naam de formele naam van een ondersoort, bestaande uit drie namen.
De naam van een ondersoort (subspecies name) bestaat uit:
1. De naam van het genus of geslacht (generic name)
2. De soortnaam (specific name)
3. De ondersoortnaam (subspecific name)

Een voorbeeld van een trinomen is Phalacrocorax carbo novaehollandiae. Merk op dat er geen verbindingsterm nodig is om de rang aan te duiden, aangezien er maar een zoölogische rang is die een trinomen kan krijgen.
Een trinomen is een uiting van het "Principe van binominale nomenclatuur" (Principle of binominal nomenclature), een basisprincipe in de zoölogische nomenclatuur.  
Dit verschilt van de parallelle situatie in de botanische nomenclatuur, waar elk taxon beneden de plantkundige rang van soort een driedelige naam (infraspecifieke naam, voorheen: ternaire naam) heeft. Bij planten staat tussen het tweede en het derde deel een verbindingsterm die de rang specificeert, bijvoorbeeld subsp. (ondersoort).